# John Gully
John Gully est un boxeur anglais combattant à mains nues né le 21 août 1783 à Wick-on-Anson et mort le 9 mars 1863 à Durham.

## Carrière
Emprisonné à 21 ans après avoir accumulé des dettes considérables, il reçoit la visite de son ami d'enfance Henry Pearce qui paye sa caution en échange d'une exhibition de boxe à l'intérieur même de la prison. Gully s'impose mais les deux hommes s'affrontent à nouveau le 8 octobre 1905 pour le titre de champion d'Angleterre selon les règles du London Prize Ring. Pearce, plus expérimenté, s'impose cette fois au 64e round après 1 heure et 17 minutes d'affrontement puis se retire des rings peu après.
En 1807, John Gully est reconnu comme le successeur légitime de Pearce. Il le prouve en battant à deux reprises Bob Gregson en 36 puis 24 rounds le 14 octobre 1807 et le 10 mai 1808. Il annonce à son tour la fin de sa carrière puis devient tour à tour propriétaire d'un bar, bookmaker et mineur avant de se faire élire au parlement britannique en 1832.

## Distinction
- John Gully est membre de l'International Boxing Hall of Fame depuis 2011[1].